# 神戸市立向洋中学校
神戸市立向洋中学校（こうべしりつ こうようちゅうがっこう）は、兵庫県神戸市東灘区にある公立中学校。六甲アイランドに位置する、島内唯一の中学校。

## 概要
- 教育努力目標はたくましい体と思いやりの心を育てる
- 自ら学習する態度を養う
- 自主的で望ましい生活習慣を身につけさせる
- 豊かな情操を育てる

## 校訓
「自立・連帯・創造」

## 沿革
- 1988年（昭和63年） - 男・女夏用標準服決定。第1回体育会。校旗完成。開校記念式典[1]。
- 1989年（平成元年） - プール完成。
- 1993年（平成5年） - 増築校舎完成（東館）
- 1994年（平成6年） - 近畿大会出場　陸上100m個人準優勝。
- 1997年（平成9年） - この年度より神戸シティマラソン本部になる。
- 1999年（平成11年） - 増築新校舎完成（新館）
- 2001年（平成13年） - ビオトープ改修完了
- 2003年（平成15年） - 車いす用スロープ新設及び整備工事、エレベーター棟完成（本館）
- 2007年（平成19年） - 20周年記念講演会
- 2021年　(令和3年)　₋殺害予告により文化祭中止
- 2022年　(令和4年)　₋校則が改訂(白以外の靴下・靴が解禁)
- 2023年 （令和5年） -自動販売機を1台設置
- 2024年 （令和6年） -ウォータークーラーを交換・設置

## 生徒会活動

### 生徒会
神戸市立向洋中学校に入学したすべての生徒が生徒会会員である。

### 生徒会執行部
全12名から構成される。 【生徒会長：1名（3年）生徒副会長：2名（2年と3年）
書記：2名（2年と3年）専門委員長：7名（3年）】　　　　　　　　　　　　　　　　　　　　　　　　　　　　　　　　　　　
任期は3学期始業式から翌年度2学期終業式までの1年間。主に体育祭や文化祭、入学式、卒業式の企画運営を担当する。　　　　　　　　　　　　生徒会執行部１期ごとに1名ずつ生徒会担当教員が配属される。　　　　　　　　　　　　　　　　　

## 部活動

### 運動部
- 野球部
- サッカー部
- 陸上競技部
- ソフトテニス部
- 卓球部
- バスケットボール部
- 女子バレーボール部

### 文化部
- 吹奏楽部
- 美術部

## 通学区域
- 向洋町西1 - 6丁目、向洋町中1 - 9丁目、向洋町東1 - 4丁目[2]

## 進学前小学校
- 神戸市立六甲アイランド小学校[2]
- 神戸市立向洋小学校[2]

## 関係者

### 歴代校長
沿革より
1. 庄司幸子（1988年～1991年）
2. 太田謙作（1991年～1993年）
3. 松尾弘（1993年～1997年）
4. 鍛冶紀宏（1997年～2000年）
5. 瀬戸博臣（2001年～2004年）
6. 西村知恵（2004年～2010年）
7. 小野原豊（2010年～2014年）
8. 福松正義（2014年～2017年）
9. 小柴宏友（2017年～2021年）
10. 鈴木茂司（2022年〜2023年）
11. 渡辺晃吉（2023年〜2024年）
12. 西川千津 （2024年〜現在）

## 通学区域が隣接している学校
すべて、海を挟んで隣接。
- 神戸市立魚崎中学校
- 神戸市立住吉中学校
- 神戸市立御影中学校